# سالو (لومبارديا)
سالو Salò هي مدينة إيطالية تقع على بحيرة غاردا. يبلغ عدد سكانها نحو 17.200 نسمة وهي تعتبر أكبر المدن على الساحل الغربي لتلك البحيرة التي تقع في الوسط بين فينيسيا وميلانو. تنتمي مدينة سالو إلى ولاية بريسكيا وإلى منطقة لومباردي. تشتهر سالو بأنها مركزا تجاريا هاما يزورها السائحون بكثرة وعلى الأخص لكونها مصيفا جميلا، وجوها معتدل.

## السكان
في سنة 1861 بلغ عدد السكان 5٬316 نسمة، وتطور العدد ليصل في سنة 2011 لـ 10٬350 نسمة.
يظهر هذا المخطط البياني تطور النمو السكاني لـ سالو (إيطاليا)

## تاريخها
تأسست مدينة «باغوس سالوديوم» في عهد الرومان، ثم سكنتها خلال العصور الوسطى عائلة «فيسكونتي». وتحولت سالو في عام 1337 لتصبح عاصمة لل «ماجنيفيكا باتريا»، والتي كانت اتحاد بين بلديات الضفة الغربية لبحيرة غاردا. وبعد عام 1440 حكمت جمهورية البندقية تلك المدينة، حتى جاءها نابوليون بونابرت في عام 1798 .
في عام 1887 بنيت محطة سكك حديدة في المدينة وامتد خط القطار بين بريسكيا-سالو-غارجنانو، حيث اكتمل الخط إلى غارجنانو في عام 1921 . وفي عام 1954 توقف عمل السكك الحديد خط نهائيا، حيث بني الطريق البري.
بين عامي 1943 و 1945 كانت سالو عاصمة لجمهورية سالو المسماة Repubblica Sociale Italiana ، واتي أسسها بينيتو موسوليني تحت حماية عسكرية من قبل دولة ألمانيا.
توجد في مدينة سالو «فيلا لاورين» وهي مصممة على الطراز المعماري الحديث (الفن الجديد، كانت مقرا لوزارة الخارجية، وتحولت حاليا إلى فندق.

## المعالم السياحية

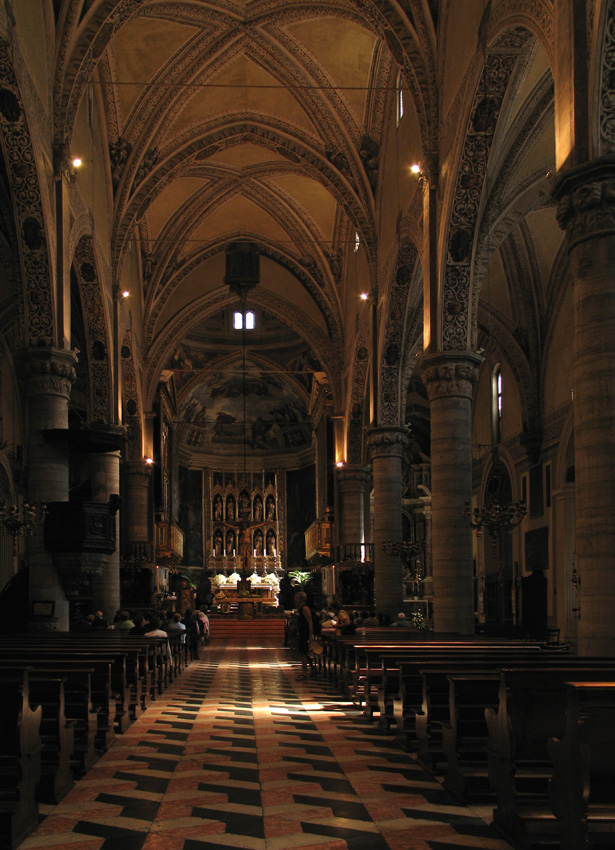
داخل الكنيسة.

- الكنيسة الكبيرة "سانتا ماريا أنونزياتا بالغة الكبر. وهي مبنية على طراز الفن القوطي المتأخر. الأرضية مرصعة بالفسيفساء ن وتبدو للرائي كما لو كانت بارزة مجسمة.
- قصر Palazzo della Podestà ويشغله الآن عمدة المدينة.
- من الكورنيش الساحلي Lungolago Zanardelli يمكن رؤية اعداد من القصور وأروقة معمدة.

## بعض الصور

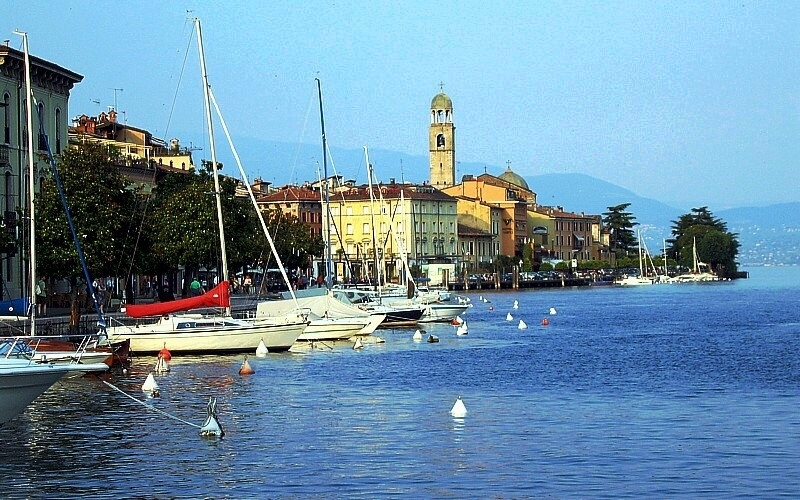
ميناء مدينة سالو
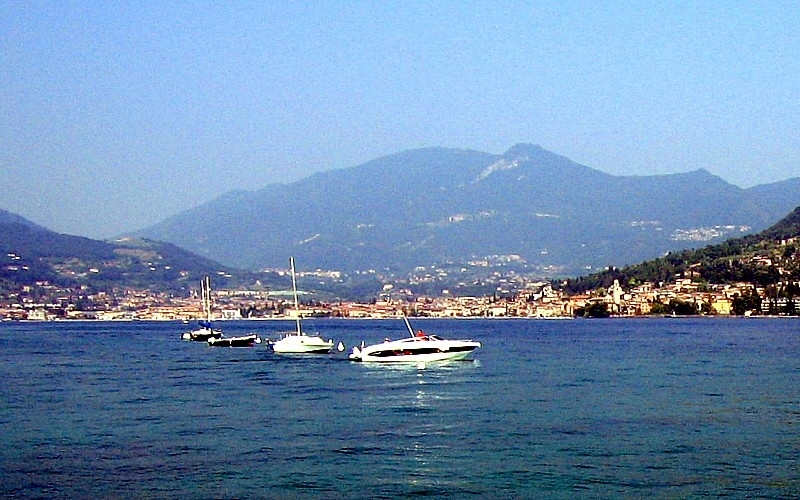
خليج سالو
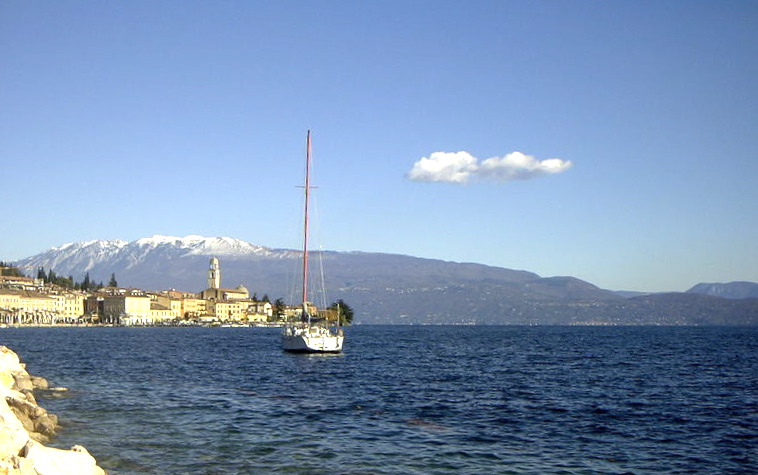
منظر لمونت بالدو
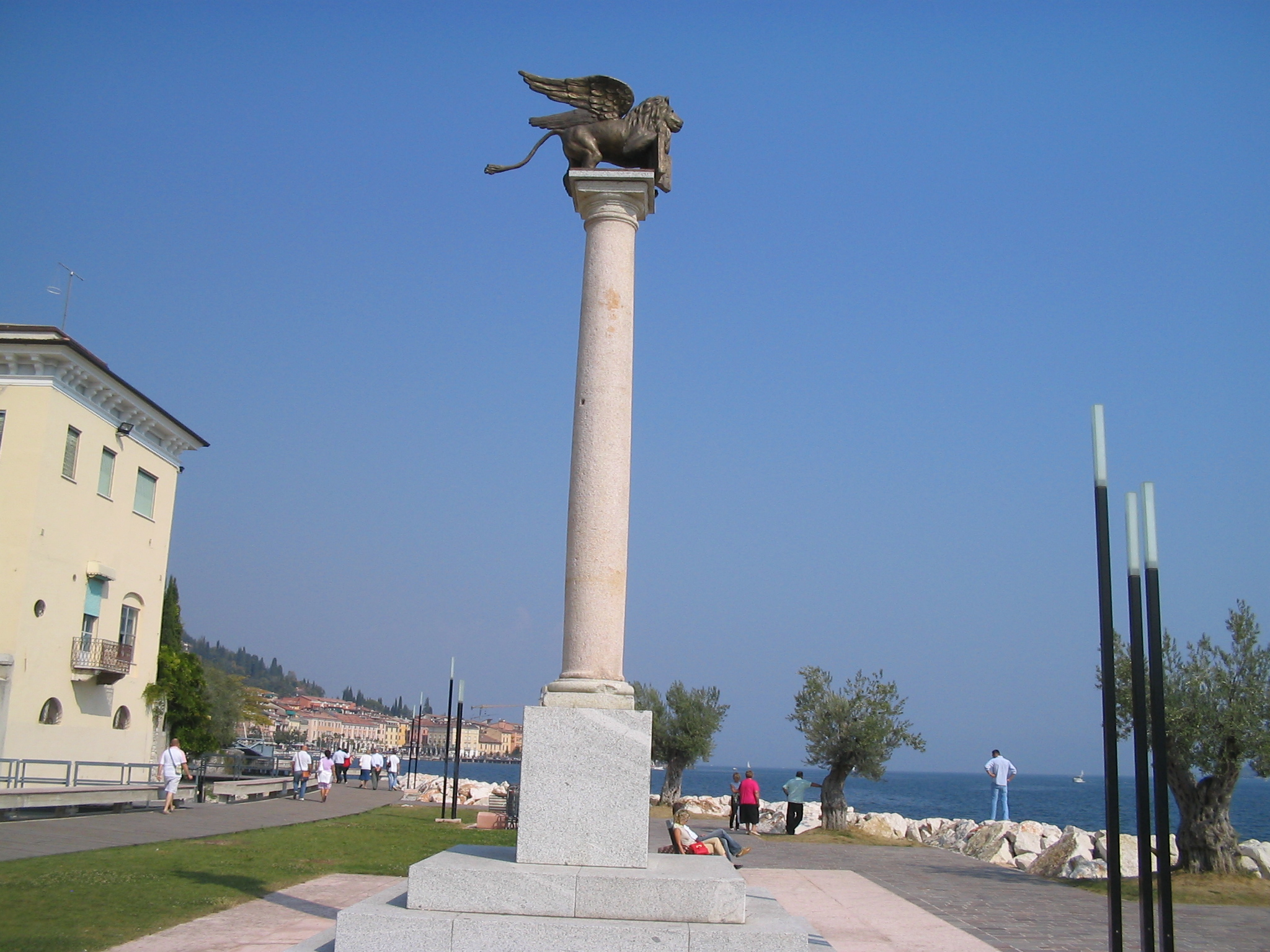
عمود القديس مرقس وعليه تمثال الأسد المجنح ، رمز فينيسيا
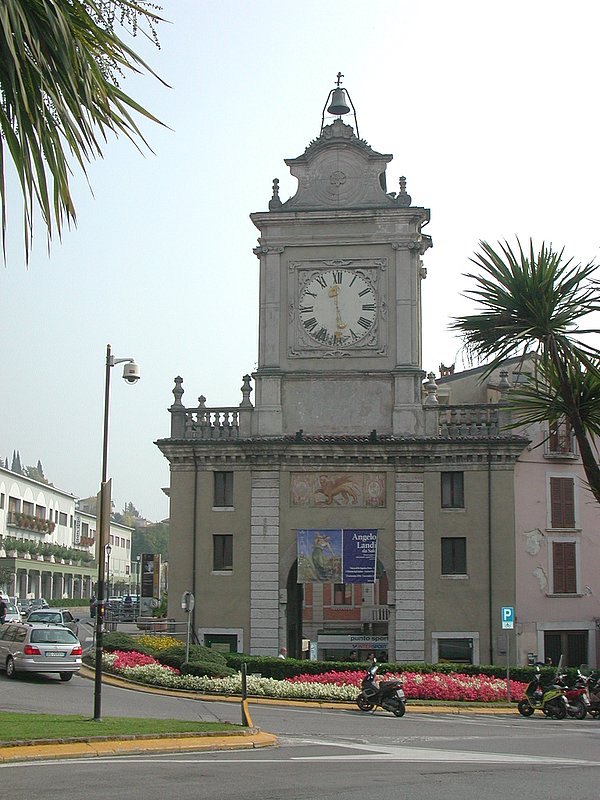
باب الساعة Porta dell'Orologio
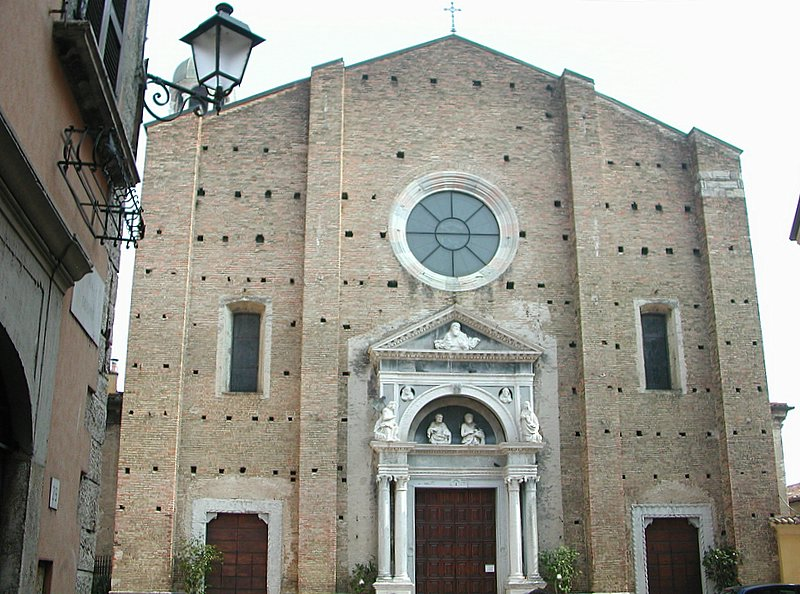
واجهة الكنيسة الكبيرة
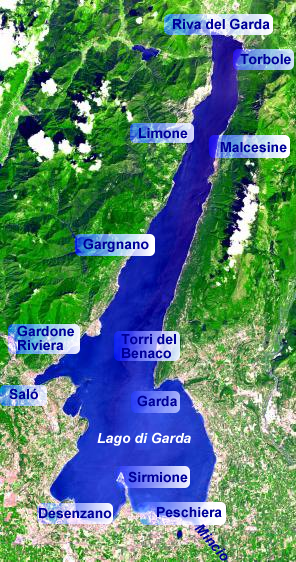
سالو على الساحل الغربي لبحيرة غاردا

## اقرأ أيضا
- غاردا
- لازيسي
- بيسكيرا دل غاردا
- سيرميوني
- غاردوني ريفييرا
- ديسينزانو دل غاردا
- ليموني سول غاردا
- ريفا ريفييرا
- مالسيسيني

## وصلات خارجية
مقاطعة بريشا